# Marjánné Rinyu Ilona
Marjánné Rinyu Ilona (Biri, 1959. május 29. –) pedagógus, gazdasági és jogi vezető, politikus, jogász, általános és igazságügyi mediátor. 2002 és 2008 között Balkány város polgármestere.

## Tanulmányai
Általános iskolai tanulmányait 1965 és 1973 között szülőfalujában, Biriben végezte. 1977-ben a szomszédos nagykállói Korányi Frigyes Gimnáziumban érettségizett. Középiskolai tanulmányait követően 1983-ban a hajdúböszörményi óvónőképző főiskolán szerzett okleveles óvónői végzettséget. 2003-ban a megyei közigazgatási hivatalban anyakönyvi szakvizsgát tett és elvégezte a Nyíregyházi Főiskola polgármesterképzőjét. 2015-ben a Szegedi Tudományegyetem Állam- és Jogtudományi Karán jogász oklevelet szerzett, 2016-ban a gyöngyösi Károly Róbert Főiskolán mezőgazdasági technikusként végzett. 2017-ben a Miskolci Egyetem Állam- és Jogtudományi Karának általános és igazságügyi mediátor (közvetítő) szakirányú továbbképzési szakán szerzett oklevelet.

## Családja
Házas. Férje Marján János, egy gyermekük született.

## Szakmai életpályája

### Pedagógiai pálya
Főiskolai tanulmányait követően 1991. januárig a Szabolcs-Szatmár-Bereg megyei Gyermek- és Ifjúságvédő Központban szociálpedagógusként dolgozott, ahol feladata a megye több településén gyermekek óvodai és iskolai beilleszkedésének elősegítése volt.

### Gazdasági és jogi tevékenység
1990–91-ben egy kozmetikai termékeket forgalmazó cég Szabolcs-Szatmár-Bereg megyei területi képviselőjeként dolgozott. 1989 decemberében férjével, Marján Jánossal együtt megalapították a Marján és Társa Kft.-t. A cég 1990-ben kozmetikai boltot nyitott Debrecenben, 1991-ben Kisvárdán, 1996-ban pedig Nyíregyházán. Az ingatlanhasznosítással és mezőgazdasági gazdaboltlánc működtetésével is foglalkozó családi vállalkozáson belül Marjánné a kozmetikai és ajándéktárgyak kereskedelmével foglalkozó bolthálózatot irányította, mely az észak-alföldi régióban elsőként állt szerződésben a nagy kozmetikai világmárkákkal. 2015-től a vállalkozás jogi igazgatója.

### Közéleti tevékenység
2002-ben a Magyar Szocialista Párt jelöltjeként megnyerte a polgármester-választást Balkányban., 2006-ban pedig – minimális különbséggel – újraválasztották a függetlenként induló Pálosi Lászlóval szemben.
2002-es megválasztását követően testvértelepülési kapcsolatot létesített a romániai Lázári, majd 2005-ben a lengyelországi Słopnice és Balkány között. 2004-ben, vezetése alatt nyilvánították Balkányt nagyközségből várossá. Az időszakhoz köthető kiemelkedő fejlesztések közé tartozik az oktatási központ, a művelődési ház vagy a Kossuth park teljes rekonstrukciója, illetve a külterületi részeken oktatási intézmények felújítása, közvilágítás, ivóvíz-, csatornahálózat és vezetékes gáz kiépítése. Új beruházás keretében jött létre a városi játszótér, a lovaspálya, az erdei kerékpáros terep és 80 hektár újonnan telepített erdő. Városvezetéséhez kötődik a kihelyezett okmányiroda és az ipari park alapítása, valamint a sportcsarnok építésére elnyert pályázat. Városi közlekedésfejlesztés keretében újult meg vagy épült ki több bel- és külterületi út (pl. a Balkány déli tanyavilága két központjának számító Béketelep és Abapuszta között), és regionális kistérségi összefogással újultak meg az M3-as autópálya közvetlen eléréséhez fontos Balkány–Nagykálló, valamint Balkány–Nyíradony útszakaszok.
Polgármesteri időszaka alatt a Dél-Nyírségi Térségi Fejlesztési Társulás (2002-től az ebből létrejött Dél-Nyírségi Többcélú Önkormányzati Kistérségi Társulás) elnökeként, 2002–2010-ig a Szabolcs-Szatmár-Bereg megyei közgyűlés tagjaként, az Európai Integrációs és Nemzetközi Kapcsolatok Bizottsága elnökeként, a Környezet, Természetvédelmi és Mezőgazdasági Bizottság alelnökeként és a Területfejlesztési Tanács tagjaként is dolgozott.
Marjánné helyi ellenzéke 2007 végén erőteljes politikai támadássorozatot indított országos lapok részvételével. A politikai viták és a polgármestert támogató önkormányzati képviselők képviselő-testületen belüli abszolút kisebbsége következtében a képviselő-testület 2008 elejére működésképtelenné vált, így 2008. január 16-án Marjánné kezdeményezte annak feloszlatását és új választás kiírását, amit a testület egyhangúlag megszavazott. Marjánné a települést az áprilisi időközi választásig ügyvezető polgármesterként vezette. A választáson a Magyar Szocialista Párt és az Összefogás Balkányért Egyesület közös polgármesterjelöltjeként indult. Ellenfele az immár a Fidesz jelöltjeként induló Pálosi László volt, akitől végül 82 szavazattal maradt el (49%-os támogatottság). A választás után az önkormányzati képviselői mandátumot nem fogadta el.
A 2010-es választáson nem indult. 2014-ben (független jelöltként) ismét megmérkőzött Balkány polgármesteri székéért, azonban a választás eredménye néhány szavazattal ellenfele javára dőlt el. A választás után a város önkormányzati képviselőjeként és a szociális bizottság tagjaként dolgozott. A 2019-es önkormányzati választáson egyéni listás képviselőjelöltként indult, ám nem választották be az új testületbe.

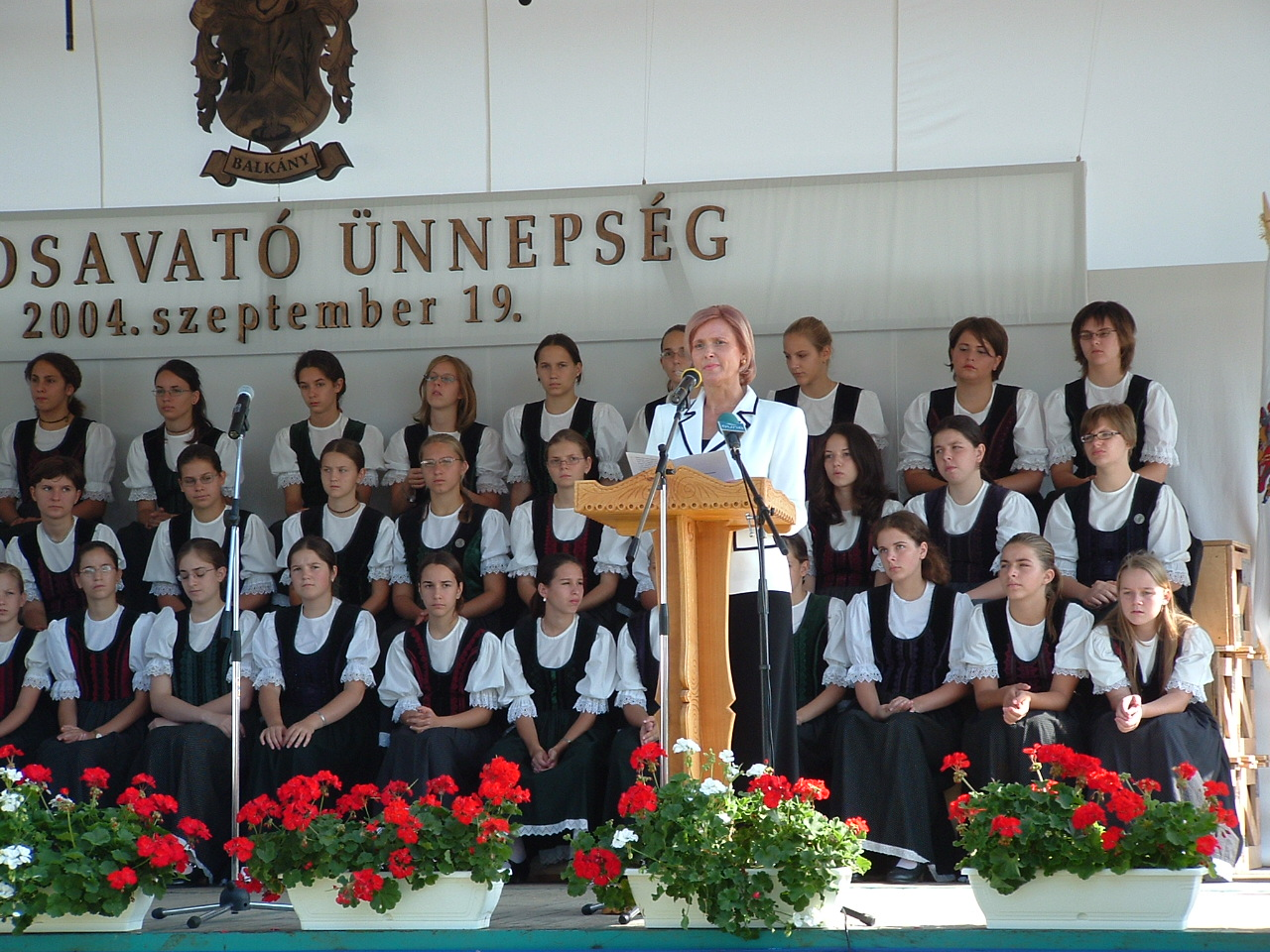
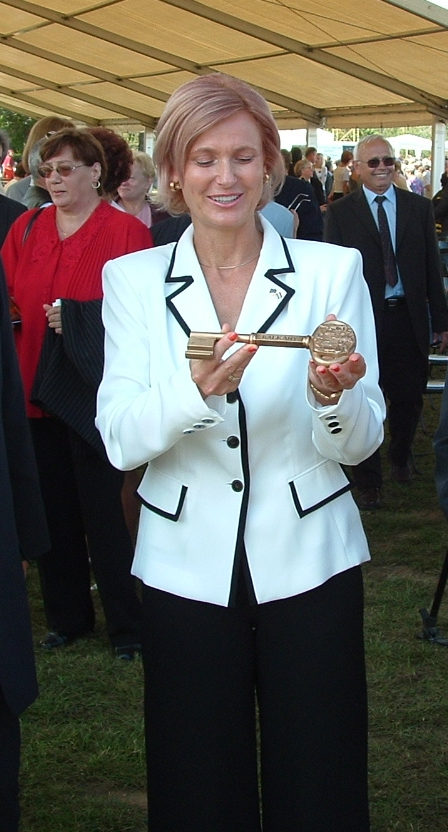
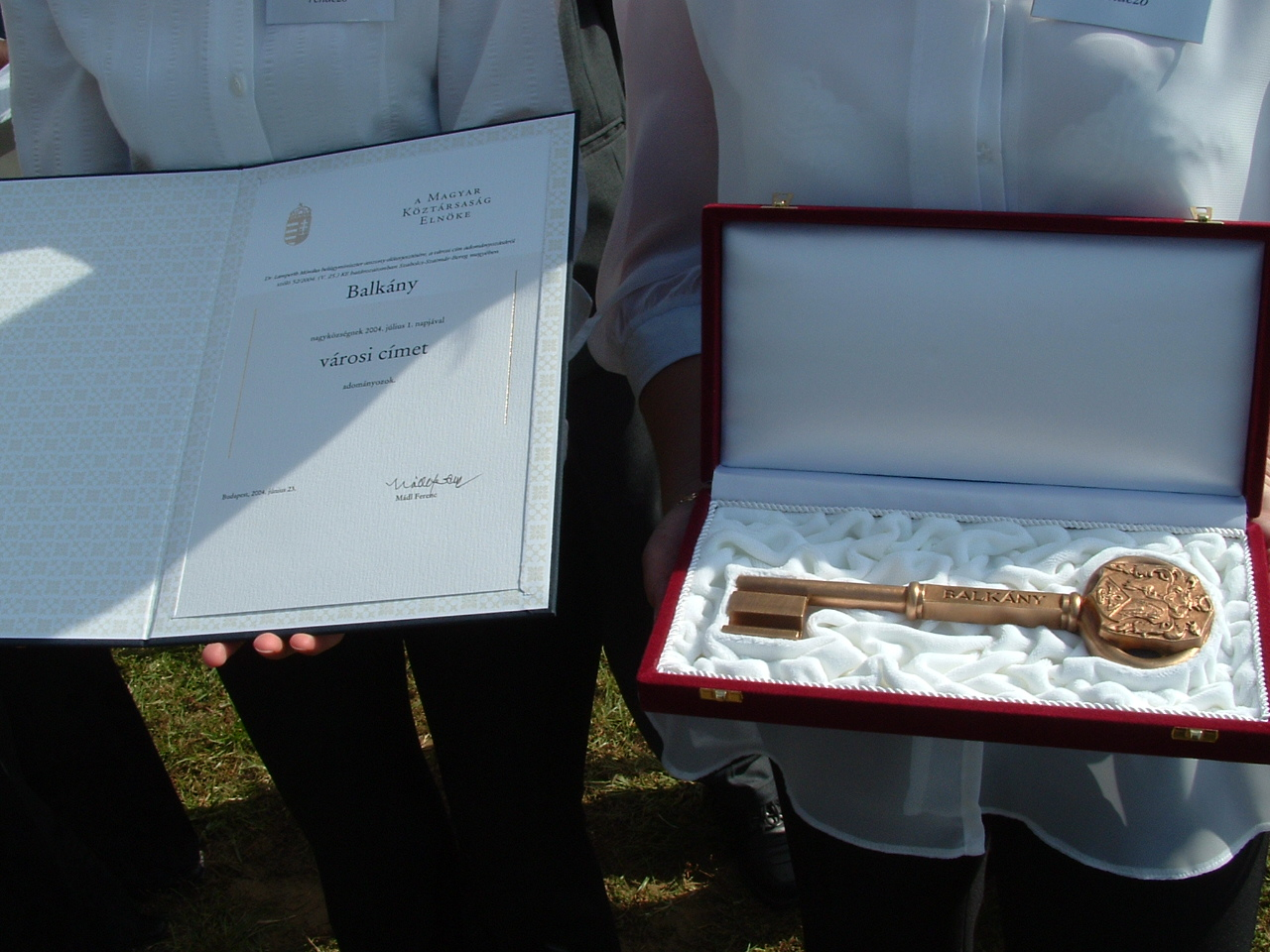
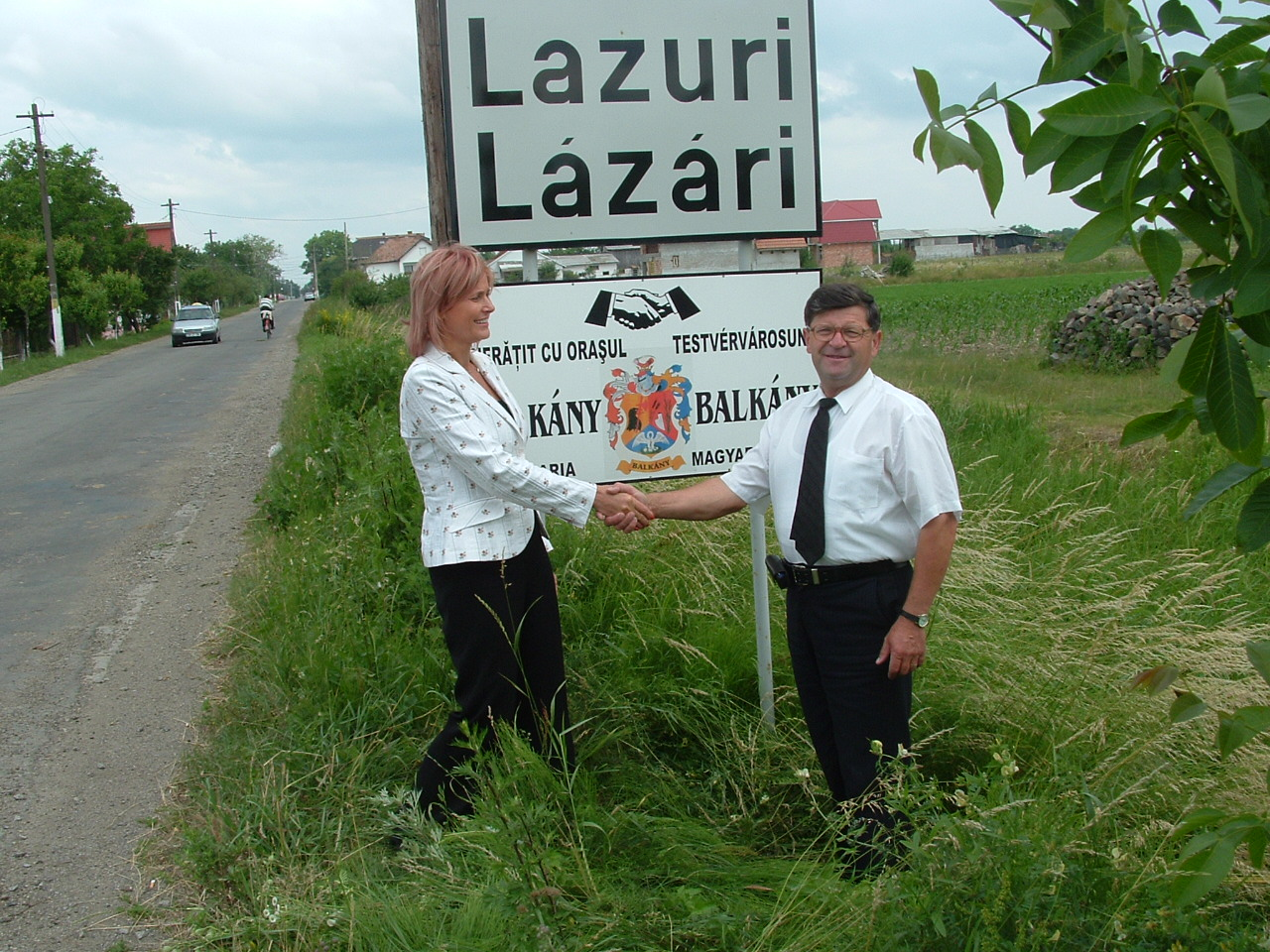
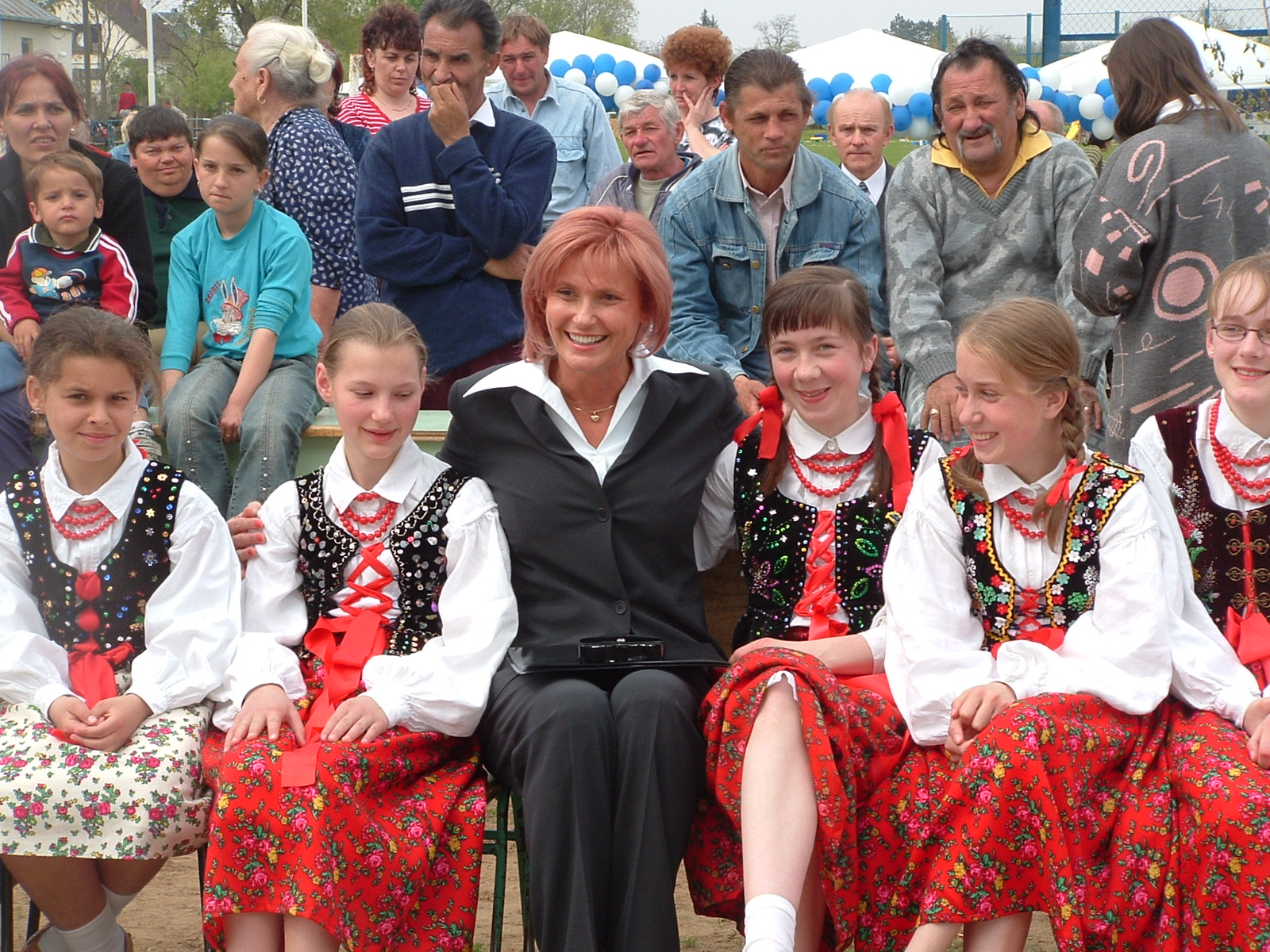
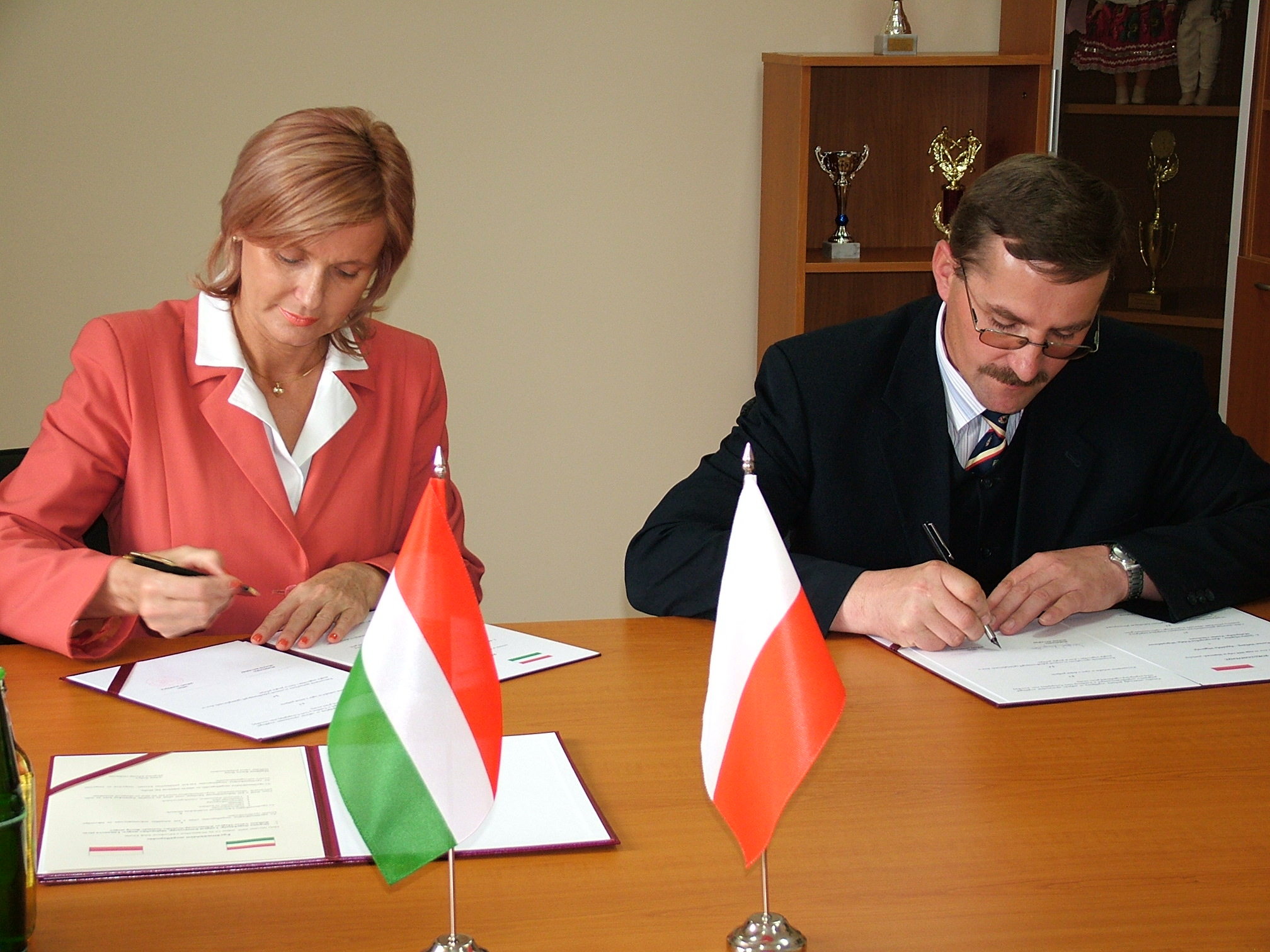

## Társadalmi tevékenység
Polgármestersége idején, 2002 és 2008 között a Balkányi Önkéntes Tűzoltó Egyesület elnöke, továbbá a Balkányi Polgárőr Egyesület és a Balkányi Nőtagozat tagja, 2008 és 2015 között az Összefogás Balkányért Egyesület elnöke volt.

## Díjai
- 2006-ban emlékplakettet kapott a „Balkány érdekében végzett kiemelkedő munkájáért”.